# 村井貞敏
村井 貞敏（むらい さだとし、1900年（明治33年）8月27日 - 1944年（昭和19年）5月22日）は、日本の海軍軍人。
山形県鶴岡市で誕生、荘内中学校出身。1922年（大正11年）6月、海軍兵学校50期を卒業、任官。1937年（昭和12年）12月1日駐満海軍部副官着任後、1938年（昭和13年）駐満海軍部が解散した後も、1940年（昭和15年）11/15帰任までの期間、満州国中枢における海軍諜報機関として日華事変の情報収集に当たった。1944年5月22日、砲艦橋立の艦長として南シナ海東沙島南方海域で損傷輸送船の救助中に、米潜水艦の雷撃を受け沈没、戦死した。

## 軍歴
- 1922年（大正11年）6/1海軍兵学校50期卒業＞少尉候補生＞出雲乗組
- 1923年（大正12年）2/12霧島乗組	9/20少尉
- 1924年（大正13年）4/10川内艤装員　	7/4海軍砲術学校普通科	9/1長良乗組	12/10海軍水雷学校普通科
- 1925年（大正14年）4/20榛名乗組	12/1中尉>第5号駆逐艦乗組
- 1926年（大正15年）12/1第5号駆逐艦砲術長兼分隊長
- 1927年（昭和2年）12/1大尉>呉海兵団分隊長	12/17結婚
- 1928年（昭和3年）12/10運用術練習艦航海学生
- 1929年（昭和4年）11/30宇治航海長兼分隊長
- 1930年（昭和5年）12/1鳴戸航海長
- 1932年（昭和7年）12/1神威航海長
- 1934年（昭和9年）1/11兼神威分隊長	10/22青葉航海長兼分隊長
- 1935年（昭和10年）10/21龍驤航海長兼分隊長	11/15少佐
- 1936年（昭和11年）12/1那智航海長兼分隊長
- 1937年（昭和12年）12/1駐満海軍部副官兼参謀
- 1938年（昭和13年）11/15満州国在勤帝国大使館付武官輔佐官　大本営附属海軍諜報機関
- 1940年（昭和15年）11/15横須賀海軍人事部
- 1941年（昭和16年）10/15中佐>球磨副長
- 1943年（昭和18年）1/9第2南遣艦隊司令部	1/15球磨副長	9/14橋立艦長
- 1944年（昭和19年）5/22橋立沈没時に戦死、大佐

## 栄典
位階
- 1923年（大正12年）12月10日 - 正八位[3]
- 1926年（大正15年）1月15日 - 従七位[4]
- 1927年（昭和2年）12月28日 - 正七位[5]
- 1923年（昭和8年）2月15日 - 従六位[6]
- 1928年（昭和13年）3月15日 - 正六位[7]

勲章
- 1931年（昭和6年）11月7日 - 勲六等瑞宝章[8]
- 1934年（昭和9年）4月29日 - 勲五等双光旭日章・昭和六年乃至九年事変従軍記章[9]
- 1938年（昭和13年）12月14日 - 勲四等瑞宝章[10]

外国勲章佩用允許
- 1934年（昭和9年）3月1日 - 満州帝国：建国功労章[11]
- 1941年（昭和16年）12月9日 - 満州帝国：建国神廟創建記念章[12]

## 家族・親族
- 父親 村井貞慶 - 庄内藩士、第3代加茂町町長
- 妻　幸
- 長女　洋子
- 次女　澪子
- 三女　淳子
- 長男　紘
- 次男　悟
- 長兄 村井貞固 - 植物学者
- 次兄 村井貞亨　 - 海軍機関大佐
- 弟 村井貞寛 - 医学博士
- 甥 村井貞允 - 地質学者
- 甥 村井貞彰 - 農学者
- 甥 村井貞克 - 植物研究家
- 大甥 村井貞規 - 工学者